# Kunstreet

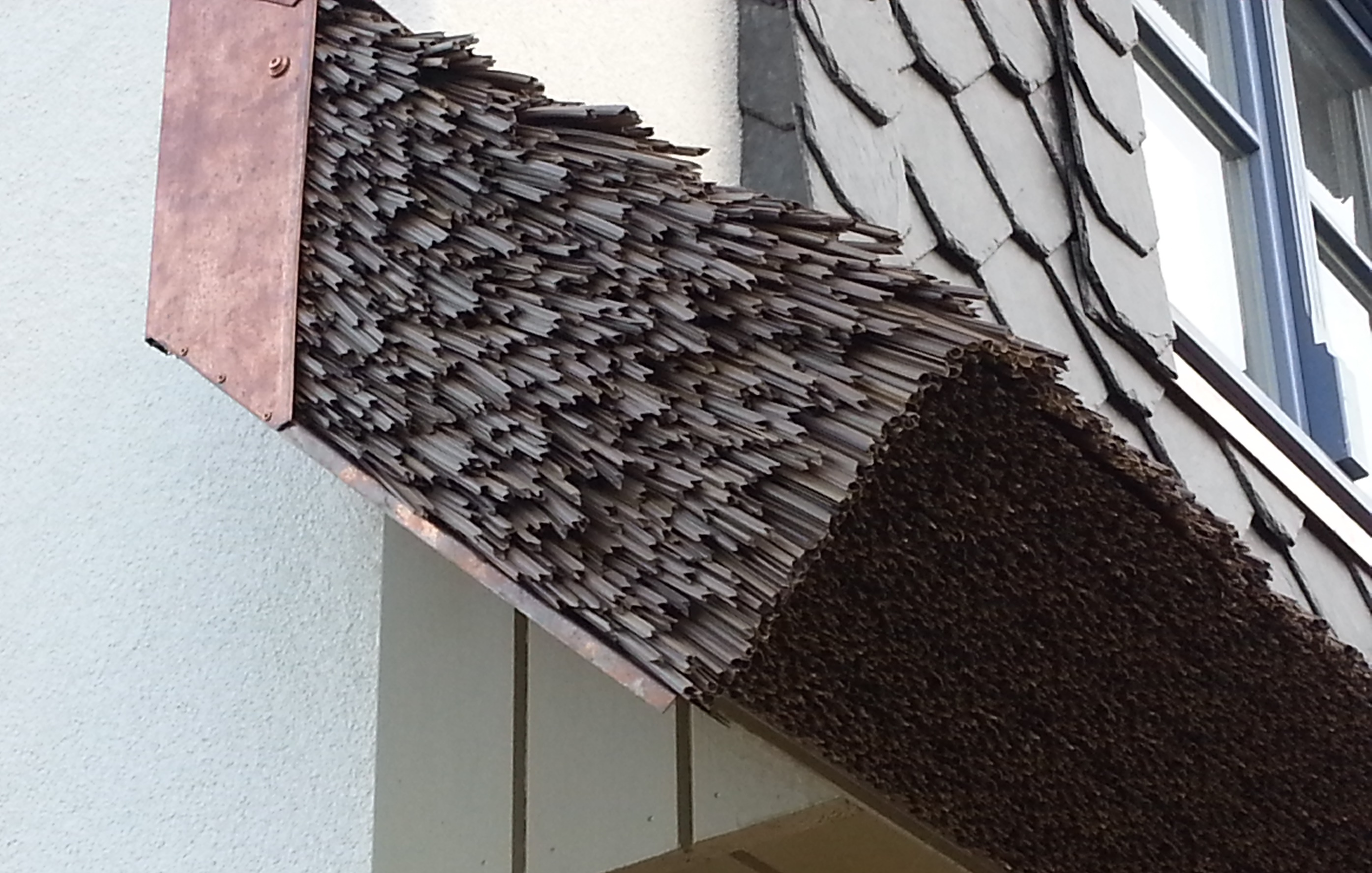
Kunstreet am Ortgang

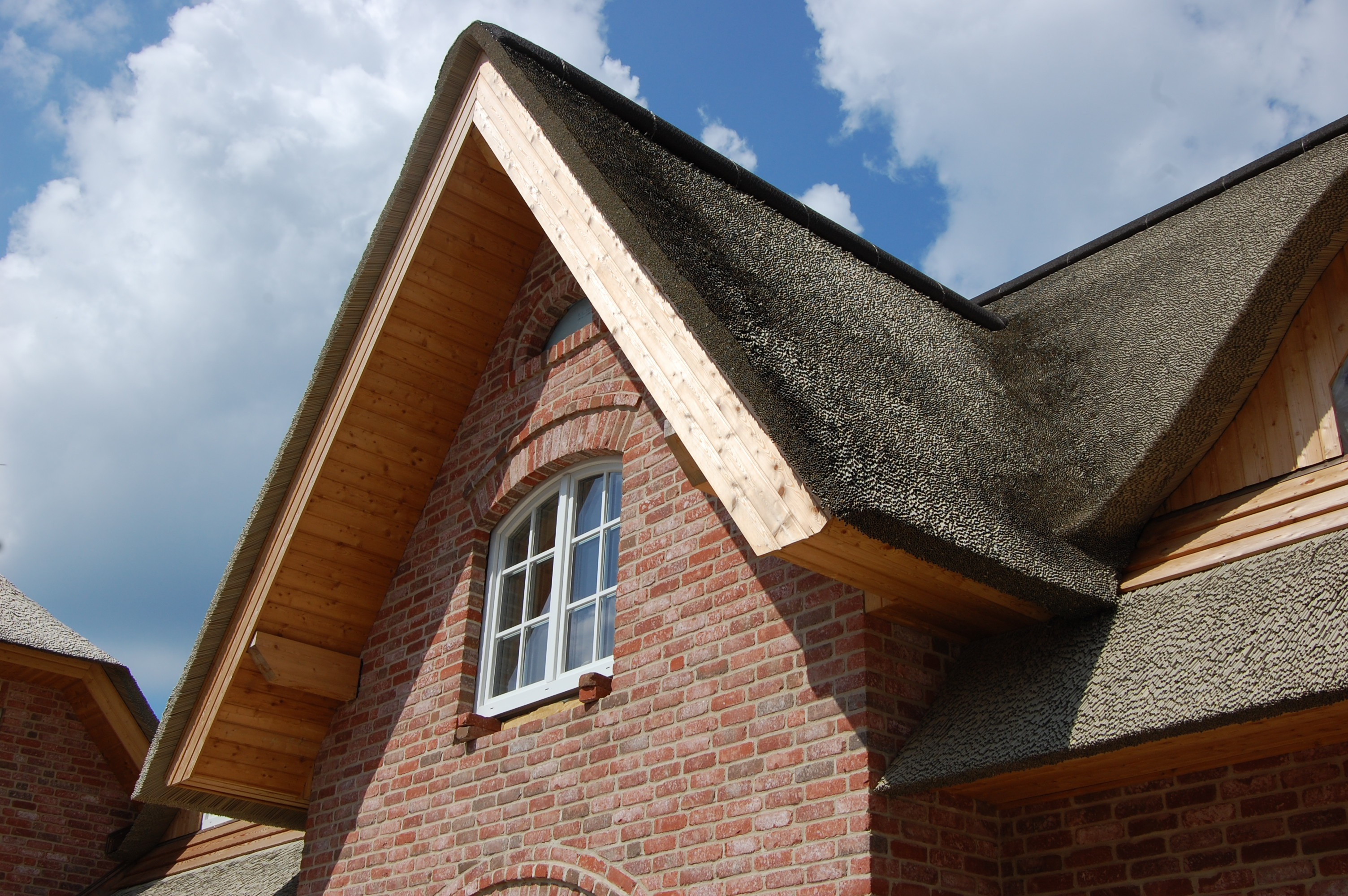
In Bunden verlegtes Kunstreetdach mit den typischen Rundungen eines Reetdaches

Kunstreet (auch Kunstrohr, Kunststoffreet, Kunststoffdachreet, Kunstriet genannt), zählt zu den Materialien der Hartbedachung. Kunstreetdächer in Schindelform sehen einem Natureetdach ähnlich, haben aber z. B. nicht die typischen Rundungen und sind in der Ansicht sehr homogen.

## Varianten
Es existieren zwei verschiedene Varianten von Kunstreet: zum einen Kunstreet in schindelform bzw. mattenform und zum anderen Kunstreet in Bunden.
Das Kunstreet in Schindelform besteht aus einer Vielzahl von geschlossen oder geöffnet extrudierten Kunststoffröhrchen, die in einer individuellen Sortierung miteinander verschweißt oder auf andere Art verbunden werden. Der Zweck dieser Sortierung ist, die Oberflächenbeschaffenheit und den Verlauf eines natürlichen Reetdachs abzubilden. Die einzelnen Bunde bestehen aus einer Vielzahl von extrudierten Kunststoffrohren die konisch verlaufen und dessen Farbgebung sich wie beim Kunstreet in Mattenform in Nuancen unterscheiden. Beide Varianten werden auf einer Dachschalung und nicht wie herkömmliches Naturreet auf einer Dachlattung montiert.

## Eigenschaften
Kunstreet gehört in den meisten Fällen aufgrund seines Brandverhaltens in den Bereich der harten Bedachungen, die der DIN 4102 Teil 4 unterliegen und somit resistent gegen strahlende Wärme und Flugfeuer sind.
Kunstreet ist entwickelt worden, um die natürlichen negativen Eigenschaften von Naturreet zu verbessern.
Vorteile von Kunstreet sind:
- Mögliche Verwendung bei Bauten mit zu geringer Dachneigung,
  - bei zu geringen Brandabständen zum Nachbargebäude,
  - bei erhöhten Brandschutzauflagen,
- weitgehende Wartungsfreiheit und Resistenz gegen Fäulnis
- optisch homogene Dacheindeckung durch farbechte Farbpigmente
- kaum Nährboden für Schädlinge
- Instandhaltungsfrei, Verschmutzungen lassen sich mit einem Dampfstrahlgerät reinigen.
- hält Windgeschwindigkeiten bis zu 200 km/h stand, Sturmschäden sind durch Austausch der Schindeln einfach zu beseitigen.

Nachteilig ist hingegen:
- es ist kein nachwachsender Rohstoff und kaum recyclebar,
- Kunstreetschindeln ähneln einem Reetdach, weisen aber nicht die typischen Rundungen auf. Kunstreet in Bunden unterscheidet sich kaum vom Naturreetdach, für einen Fachmann der Unterschied jedoch erkennbar.
- Kunstreetdächer sind in der Anschaffung meist teurer als natürliche Reetdächer, die Kosten relativieren sich aber durch die längere Lebensdauer.

## Verlegung von Kunstreet
Grundlage für die Kunstreetverlegung ist eine Vollverschalung des Daches, die mit Bitumenbahnen oder diffusionsoffener Kunststofffolie gedichtet ist. Die Schindeln aus Kunstreet werden auf diesem Unterbau mit nichtrostenden Klammern befestigt. Die Verlegung von Kunstreetschindeln unterscheidet sich wesentlich von der Verlegung eines Naturreetdaches: Die Schindelform ermöglicht eine einfachere Montage, da die Matten dünn sind und wie Schindeln verlegt werden.
Kunstreet in Bunden wird hingegen annähernd so verlegt wie Naturreet, weswegen diese Dächer die typischen weichen Rundungen eines natürlichen Reetdaches aufweisen. Die Montage der Bunde erfolgt wie beim Naturreet mit Binde- und Stangendraht. Dächer mit Kunstreet in Bunden können im Gegensatz zu Naturreetdächern dünner eingedeckt werden, da der Kunststoff keiner natürlichen Zersetzung unterliegt.

## Entwicklung
In den letzten Jahren ist ein leichter Trend in Richtung Kunstreet zu verzeichnen. Gründe liegen zum einen an der Brandgefahr der Reetdächer sowie die verschärften Baurichtlinien z. B. in Deutschland (Gebäudeabstände der Reethäuser zueinander), was gerade in stark besiedelten Gebieten eine Entscheidung für Naturreet erschwert. Weitere Vorkommnisse, wie Vermutungen über Schädlinge und die Verwendung von minderwertigem, noch feuchtem Naturreet können die Wahl von Kunstreetdach begünstigen. Durch den Zusatz spezieller Additiven erfüllt Kunstreet die Anforderungen gegen Flugfeuer für ein Dachprodukt. Die Feuerversicherung reduziert sich darum auf den Tarif einer Hartdacheindeckung.
Häufig wird Kunstreet auch bei Dächern eingesetzt, die eine zu geringe Dachneigung haben oder Brandschutzauflagen ein natürliches Reetdach verbieten. Ist hingegen ein Dach für Naturreet geeignet, wird es aufgrund der höheren Kosten eher nur dann mit Kunstreet eingedeckt, wenn ein wartungsarmes, sich nicht zersetzendes Dach gefordert wird.
Die Entwicklung von Kunstreetschindeln hin zum Kunstreet in Bunden führt dazu, dass die Nachfrage nach Kunstreet steigt. Neben Einfamilienhäusern werden mittlerweile auch Hotels bzw. ganze Ferienparks mit Kunstreet eingedeckt.